# Playin' with Fire
Playin' With Fire è un album di Natasha Thomas pubblicato nel 2006.

## Tracce
1. Over – 4:06
2. Real – 3:46
3. Playin' With Fire – 3:17
4. State Of Mind – 4:06
5. Curious – 3:23
6. Secret – 3:45
7. Skin Deep – 3:42
8. Irresistible – 3:39
9. I Don't Need You To – 3:47
10. What Up – 3:25
11. Touched Another Girl – 3:58
12. Shoulda Neva – 3:33
13. Chasing Love – 4:24
14. Stop – 4:09
15. Show Me What You Got – 3:47
16. Your Love Carries Me – 3:33